# 2010-es Formula–1 brit nagydíj
A brit nagydíj volt a 2010-es Formula–1 világbajnokság tizedik futama, amelyet 2010. július 9. és július 11. között rendeztek meg az angliai Silverstone-ban.

## Szabadedzések

### Első szabadedzés
A brit nagydíj első szabadedzését július 9-én, pénteken délelőtt tartották.
| Helyezés | Versenyző          | Csapat/Motor         | Elért idő | Különbség | Futott kör |
| -------- | ------------------ | -------------------- | --------- | --------- | ---------- |
| 1        | Sebastian Vettel   | Red Bull-Renault     | 1:32,280  | −         | 22         |
| 2        | Lewis Hamilton     | McLaren-Mercedes     | 1:32,614  | + 0,334   | 18         |
| 3        | Robert Kubica      | Renault              | 1:32,725  | + 0,445   | 21         |
| 4        | Mark Webber        | Red Bull-Renault     | 1:32,747  | + 0,467   | 23         |
| 5        | Adrian Sutil       | Force India-Mercedes | 1:32,968  | + 0,688   | 18         |
| 6        | Nico Rosberg       | Mercedes             | 1:33,318  | + 1,038   | 21         |
| 7        | Nico Hülkenberg    | Williams-Cosworth    | 1:33,377  | + 1,097   | 19         |
| 8        | Jenson Button      | McLaren-Mercedes     | 1:33,519  | + 1,239   | 20         |
| 9        | Michael Schumacher | Mercedes             | 1:33,955  | + 1,675   | 18         |
| 10       | Rubens Barrichello | Williams-Cosworth    | 1:34,016  | + 1,736   | 17         |
| 11       | Sébastien Buemi    | Toro Rosso-Ferrari   | 1:34,132  | + 1,852   | 21         |
| 12       | Vitalij Petrov     | Renault              | 1:34,365  | + 2,085   | 22         |
| 13       | Fernando Alonso    | Ferrari              | 1:34,490  | + 2,210   | 20         |
| 14       | Paul di Resta      | Force India-Mercedes | 1:34,580  | + 2,300   | 22         |
| 15       | Kobajasi Kamui     | Sauber-Ferrari       | 1:34,710  | + 2,430   | 16         |
| 16       | Pedro de la Rosa   | Sauber-Ferrari       | 1:34,901  | + 2,621   | 17         |
| 17       | Felipe Massa       | Ferrari              | 1:35,037  | + 2,757   | 21         |
| 18       | Jaime Alguersuari  | Toro Rosso-Ferrari   | 1:35,318  | + 3,038   | 27         |
| 19       | Heikki Kovalainen  | Lotus-Cosworth       | 1:36,747  | + 4,467   | 16         |
| 20       | Timo Glock         | Virgin-Cosworth      | 1:37,330  | + 5,050   | 11         |
| 21       | Lucas di Grassi    | Virgin-Cosworth      | 1:37,518  | + 5,238   | 15         |
| 22       | Karun Chandhok     | HRT-Cosworth         | 1:38,735  | + 6,455   | 21         |
| 23       | Fairuz Fauzy       | Lotus-Cosworth       | 1:39,510  | + 7,230   | 11         |
| 24       | Jamamoto Szakon    | HRT-Cosworth         | 1:39,673  | + 7,393   | 27         |

### Második szabadedzés
A brit nagydíj második szabadedzését július 9-én, pénteken délután tartották.
| Helyezés | Versenyző          | Csapat/Motor         | Elért idő | Különbség | Futott kör |
| -------- | ------------------ | -------------------- | --------- | --------- | ---------- |
| 1        | Mark Webber        | Red Bull-Renault     | 1:31,234  | −         | 15         |
| 2        | Fernando Alonso    | Ferrari              | 1:31,626  | + 0,392   | 26         |
| 3        | Sebastian Vettel   | Red Bull-Renault     | 1:31,875  | + 0,641   | 25         |
| 4        | Felipe Massa       | Ferrari              | 1:32,099  | + 0,865   | 25         |
| 5        | Nico Rosberg       | Mercedes             | 1:32,166  | + 0,932   | 29         |
| 6        | Michael Schumacher | Mercedes             | 1:32,660  | + 1,426   | 28         |
| 7        | Vitalij Petrov     | Renault              | 1:32,745  | + 1,511   | 29         |
| 8        | Lewis Hamilton     | McLaren-Mercedes     | 1:32,757  | + 1,523   | 22         |
| 9        | Adrian Sutil       | Force India-Mercedes | 1:32,787  | + 1,553   | 27         |
| 10       | Rubens Barrichello | Williams-Cosworth    | 1:32,967  | + 1,733   | 33         |
| 11       | Robert Kubica      | Renault              | 1:33,019  | + 1,785   | 30         |
| 12       | Nico Hülkenberg    | Williams-Cosworth    | 1:33,164  | + 1,930   | 29         |
| 13       | Jenson Button      | McLaren-Mercedes     | 1:33,200  | + 1,966   | 24         |
| 14       | Kobajasi Kamui     | Sauber-Ferrari       | 1:33,402  | + 2,168   | 23         |
| 15       | Vitantonio Liuzzi  | Force India-Mercedes | 1:33,728  | + 2,494   | 27         |
| 16       | Sébastien Buemi    | Toro Rosso-Ferrari   | 1:33,836  | + 2,602   | 36         |
| 17       | Pedro de la Rosa   | Sauber-Ferrari       | 1:34,051  | + 2,817   | 29         |
| 18       | Jaime Alguersuari  | Toro Rosso-Ferrari   | 1:34,643  | + 3,409   | 36         |
| 19       | Heikki Kovalainen  | Lotus-Cosworth       | 1:35,465  | + 4,231   | 25         |
| 20       | Lucas di Grassi    | Virgin-Cosworth      | 1:36,237  | + 5,003   | 24         |
| 21       | Timo Glock         | Virgin-Cosworth      | 1:36,553  | + 5,319   | 21         |
| 22       | Karun Chandhok     | HRT-Cosworth         | 1:37,019  | + 5,785   | 27         |
| 23       | Jamamoto Szakon    | HRT-Cosworth         | 1:38,303  | + 7,069   | 32         |
| 24       | Jarno Trulli       | Lotus-Cosworth       | 1:42,901  | + 11,667  | 3          |

### Harmadik szabadedzés
A brit nagydíj harmadik szabadedzését július 10-én, szombaton délelőtt tartották.
| Helyezés | Versenyző          | Csapat/Motor         | Elért idő | Különbség | Futott kör |
| -------- | ------------------ | -------------------- | --------- | --------- | ---------- |
| 1        | Sebastian Vettel   | Red Bull-Renault     | 1:30,958  | −         | 14         |
| 2        | Mark Webber        | Red Bull-Renault     | 1:30,992  | + 0,034   | 15         |
| 3        | Fernando Alonso    | Ferrari              | 1:31,101  | + 0,143   | 10         |
| 4        | Nico Rosberg       | Mercedes             | 1:31,188  | + 0,230   | 15         |
| 5        | Felipe Massa       | Ferrari              | 1:31,240  | + 0,282   | 16         |
| 6        | Robert Kubica      | Renault              | 1:31,519  | + 0,561   | 18         |
| 7        | Lewis Hamilton     | McLaren-Mercedes     | 1:31,549  | + 0,591   | 16         |
| 8        | Michael Schumacher | Mercedes             | 1:31,555  | + 0,597   | 14         |
| 9        | Pedro de la Rosa   | Sauber-Ferrari       | 1:31,559  | + 0,601   | 18         |
| 10       | Rubens Barrichello | Williams-Cosworth    | 1:31,581  | + 0,623   | 16         |
| 11       | Vitalij Petrov     | Renault              | 1:31,698  | + 0,740   | 17         |
| 12       | Jenson Button      | McLaren-Mercedes     | 1:31,703  | + 0,745   | 16         |
| 13       | Nico Hülkenberg    | Williams-Cosworth    | 1:31,867  | + 0,909   | 17         |
| 14       | Kobajasi Kamui     | Sauber-Ferrari       | 1:31,947  | + 0,989   | 16         |
| 15       | Adrian Sutil       | Force India-Mercedes | 1:31,994  | + 1,036   | 13         |
| 16       | Sébastien Buemi    | Toro Rosso-Ferrari   | 1:32,235  | + 1,277   | 18         |
| 17       | Jaime Alguersuari  | Toro Rosso-Ferrari   | 1:32,331  | + 1,373   | 20         |
| 18       | Vitantonio Liuzzi  | Force India-Mercedes | 1:32,723  | + 1,765   | 18         |
| 19       | Heikki Kovalainen  | Lotus-Cosworth       | 1:34,339  | + 3,381   | 20         |
| 20       | Lucas di Grassi    | Virgin-Cosworth      | 1:35,479  | + 4,521   | 17         |
| 21       | Jarno Trulli       | Lotus-Cosworth       | 1:36,098  | + 5,140   | 11         |
| 22       | Karun Chandhok     | HRT-Cosworth         | 1:36,286  | + 5,328   | 16         |
| 23       | Timo Glock         | Virgin-Cosworth      | 1:36,640  | + 5,682   | 6          |
| 24       | Jamamoto Szakon    | HRT-Cosworth         | 1:37,178  | + 6,220   | 18         |

## Időmérő edzés
A brit nagydíj időmérő edzését július 10-én, szombaton futották.
| Helyezés | Versenyző          | Csapat/Motor         | 1. rész  | 2. rész  | 3. rész  |
| -------- | ------------------ | -------------------- | -------- | -------- | -------- |
| 1        | Sebastian Vettel   | Red Bull-Renault     | 1:30.841 | 1:30.480 | 1:29.615 |
| 2        | Mark Webber        | Red Bull-Renault     | 1:30.858 | 1:30.114 | 1:29.758 |
| 3        | Fernando Alonso    | Ferrari              | 1:30.997 | 1:30.700 | 1:30.426 |
| 4        | Lewis Hamilton     | McLaren-Mercedes     | 1:31.297 | 1:31.118 | 1:30.556 |
| 5        | Nico Rosberg       | Mercedes             | 1:31.626 | 1:31.085 | 1:30.625 |
| 6        | Robert Kubica      | Renault              | 1:31.680 | 1:31.344 | 1:31.040 |
| 7        | Felipe Massa       | Ferrari              | 1:31.313 | 1:31.010 | 1:31.172 |
| 8        | Rubens Barrichello | Williams-Cosworth    | 1:31.424 | 1:31.126 | 1:31.175 |
| 9        | Pedro de la Rosa   | BMW Sauber-Ferrari   | 1:31.533 | 1:31.327 | 1:31.274 |
| 10       | Michael Schumacher | Mercedes             | 1:32.058 | 1:31.022 | 1:31.430 |
| 11       | Adrian Sutil       | Force India-Mercedes | 1:31.109 | 1:31.399 |          |
| 12       | Kobajasi Kamui     | Sauber-Ferrari       | 1:31.851 | 1:31.421 |          |
| 13       | Nico Hülkenberg    | Williams-Cosworth    | 1:32.144 | 1:31.635 |          |
| 14       | Jenson Button      | McLaren-Mercedes     | 1:31.435 | 1:31.699 |          |
| 15[1]    | Vitantonio Liuzzi  | Force India-Mercedes | 1:32.226 | 1:31.708 |          |
| 16       | Vitalij Petrov     | Renault              | 1:31.638 | 1:31.796 |          |
| 17       | Sébastien Buemi    | Toro Rosso-Ferrari   | 1:31.901 | 1:32.012 |          |
| 18       | Jaime Alguersuari  | Toro Rosso-Ferrari   | 1:32.430 |          |          |
| 19       | Heikki Kovalainen  | Lotus-Cosworth       | 1:34.405 |          |          |
| 20       | Timo Glock         | Virgin-Cosworth      | 1:34.775 |          |          |
| 21       | Jarno Trulli       | Lotus-Cosworth       | 1:34.864 |          |          |
| 22       | Lucas di Grassi    | Virgin-Cosworth      | 1:35.212 |          |          |
| 23       | Karun Chandhok     | HRT-Cosworth         | 1:36.576 |          |          |
| 24       | Jamamoto Szakon    | HRT-Cosworth         | 1:36.968 |          |          |

Megjegyzés:
- ↑ 1:  — Vitantonio Liuzzi öthelyes rajtbüntetést kapott Nico Hülkenberg feltartásáért.

## Futam
A brit nagydíj futamát július 11-én futották.
| Helyezés | Rajtszám | Versenyző          | Csapat/Motor         | Futott kör | Idő/Kiesés oka | Rajthely | Pont |
| -------- | -------- | ------------------ | -------------------- | ---------- | -------------- | -------- | ---- |
| 1        | 6        | Mark Webber        | Red Bull-Renault     | 52         | 1:24.38.200    | 2        | 25   |
| 2        | 2        | Lewis Hamilton     | McLaren-Mercedes     | 52         | +1.360         | 4        | 18   |
| 3        | 4        | Nico Rosberg       | Mercedes             | 52         | +21.307        | 5        | 15   |
| 4        | 1        | Jenson Button      | McLaren-Mercedes     | 52         | +21.986        | 14       | 12   |
| 5        | 9        | Rubens Barrichello | Williams-Cosworth    | 52         | +31.456        | 8        | 10   |
| 6        | 23       | Kobajasi Kamui     | Sauber-Ferrari       | 52         | +32.171        | 12       | 8    |
| 7        | 5        | Sebastian Vettel   | Red Bull-Renault     | 52         | +36.734        | 1        | 6    |
| 8        | 14       | Adrian Sutil       | Force India-Mercedes | 52         | +40.932        | 11       | 4    |
| 9        | 3        | Michael Schumacher | Mercedes             | 52         | +41.599        | 10       | 2    |
| 10       | 10       | Nico Hülkenberg    | Williams-Cosworth    | 52         | +42.012        | 13       | 1    |
| 11       | 15       | Vitantonio Liuzzi  | Force India-Mercedes | 52         | +42.459        | 20       |      |
| 12       | 16       | Sébastien Buemi    | Toro Rosso-Ferrari   | 52         | +47.627        | 16       |      |
| 13       | 12       | Vitalij Petrov     | Renault              | 52         | +59.374        | 15       |      |
| 14       | 8        | Fernando Alonso    | Ferrari              | 52         | +1:02.385      | 3        |      |
| 15       | 7        | Felipe Massa       | Ferrari              | 52         | +1:07.489      | 7        |      |
| 16       | 18       | Jarno Trulli       | Lotus-Cosworth       | 51         | +1 kör         | 21       |      |
| 17       | 19       | Heikki Kovalainen  | Lotus-Cosworth       | 51         | +1 kör         | 18       |      |
| 18       | 24       | Timo Glock         | Virgin-Cosworth      | 50         | +2 kör         | 19       |      |
| 19       | 20       | Karun Chandhok     | HRT-Cosworth         | 50         | +2 kör         | 23       |      |
| 20       | 21       | Jamamoto Szakon    | HRT-Cosworth         | 50         | +2 kör         | 24       |      |
| ki       | 17       | Jaime Alguersuari  | Toro Rosso-Ferrari   | 44         | fékek          | 18       |      |
| ki       | 22       | Pedro de la Rosa   | Sauber-Ferrari       | 29         | baleset        | 9        |      |
| ki       | 11       | Robert Kubica      | Renault              | 19         | differenciálmű | 6        |      |
| ki       | 25       | Lucas di Grassi    | Virgin-Cosworth      | 9          | hidraulika     | 22       |      |

## A világbajnokság állása a verseny után
| H   | Versenyzők         | Pont | H   | Konstruktőrök        | Pont |
| --- | ------------------ | ---- | --- | -------------------- | ---- |
| 1.  | Lewis Hamilton     | 145  | 1.  | McLaren-Mercedes     | 278  |
| 2.  | Jenson Button      | 133  | 2.  | Red Bull-Renault     | 249  |
| 3.  | Mark Webber        | 128  | 3.  | Ferrari              | 165  |
| 4.  | Sebastian Vettel   | 121  | 4.  | Mercedes             | 126  |
| 5.  | Fernando Alonso    | 98   | 5.  | Renault              | 89   |
| 6.  | Nico Rosberg       | 90   | 6.  | Force India-Mercedes | 47   |
| 7.  | Robert Kubica      | 83   | 7.  | Williams-Cosworth    | 31   |
| 8.  | Felipe Massa       | 67   | 8.  | Sauber-Ferrari       | 15   |
| 9.  | Michael Schumacher | 36   | 9.  | Toro Rosso-Ferrari   | 10   |
| 10. | Adrian Sutil       | 35   | 10. | Lotus-Cosworth       | 0    |

(A teljes táblázat)

## Statisztikák
Vezető helyen:
- Mark Webber: 52 (1-52)

Mark Webber 5. győzelme, Sebastian Vettel 10. pole-pozíciója, Fernando Alonso 15. leggyorsabb köre.
- Red Bull 11. győzelme.